# NGC 3437
NGC 3437 é uma galáxia espiral barrada (SBc) localizada na direcção da constelação de Leo. Possui uma declinação de +22° 56' 06" e uma ascensão recta de 10 horas, 52 minutos e 35,3 segundos.
A galáxia NGC 3437 foi descoberta em 12 de Março de 1784 por William Herschel.